# Forma bilinear
Em matemática, sobretudo na álgebra linear e na análise funcional, uma forma bilinear definida em um espaço vetorial (sobre um corpo {\displaystyle K\,}) {\displaystyle V\,} é uma função {\displaystyle B:V\times V\to K\,} linear em ambas as variáveis.
{\displaystyle {\begin{array}{l}{\text{1. }}B(u+u',v)=B(u,v)+B(u',v){\text{,}}\\[4pt]{\text{2. }}B(u,v+v')=B(u,v)+B(u,v'){\text{,}}\\[4pt]{\text{3. }}B(\lambda u,v)=B(u,\lambda v)=\lambda \,B(u,v){\text{.}}\\[4pt]\end{array}}}
Uma forma bilinear em Fn pode ser escrita como:
{\displaystyle B({\textbf {x}},{\textbf {y}})={\textbf {x}}^{\mathrm {T} }A{\textbf {y}}=\sum _{i,j=1}^{n}a_{ij}x_{i}y_{j}}
onde A é uma matriz de dimensões  n x n.

## Propriedades
Existem três casos importantes de formas bilineares:
- simétricas: quando B(u, v) = B(v, u) para todo u, v.
- alternadas: quando B(v, v) = 0 para todo v.
- anti-simétrica: quando B(u, v) = - B(v, u) para todo u, v.

Alternada implica anti-simétrica.

## Currying
Usando o que em informática chama-se currying, pode-se interpretar toda função de duas variáveis como uma função de uma variável, cujo resultado é uma função.
Ou seja, uma forma bilinear B pode ser interpretada como {\displaystyle B_{1}\in L(V,L(V,K))\,}, ou seja:
{\displaystyle B_{1}:V\to L(V,K)\,} é uma função linear, definida por
{\displaystyle (B_{1}(v))(w)=B(v,w)\,}
Em outras palavras, B1 é uma transformação linear de V para o espaço dual V*